# Larisa Vrhunc
Larisa Vrhunc, slovenska skladateljica in pedagoginja, * 2. marec 1967, Ljubljana.

## Življenjepis
Na Akademiji za glasbo v Ljubljani je leta 1990 končala študij glasbene pedagogike, leta 1993 pa študij kompozicije (razred Marijana Gabrijelčiča). Leta 1991 je prejela študentsko Prešernovo nagrado. Iz kompozicije se je izpopolnjevala v Salzburgu (Mozarteum), v Ženevi in v Parizu.
S svojimi skladbami uspešno sodeluje na mnogih tekmovanjih sodobne resne glasbe. Na Filozofski fakulteti Univerze v Ljubljani je docentka na Oddelku za muzikologijo.